# Dioctria pusio
Dioctria pusio är en tvåvingeart som beskrevs av Osten Sacken 1877. Dioctria pusio ingår i släktet Dioctria och familjen rovflugor. Inga underarter finns listade i Catalogue of Life.